# Myles Amine
Myles Amine (født 14. december 1996) er en bryder fra San Marino, der konkurrerer i freestyle.
Han repræsenterede San Marino ved sommer-OL 2020 i Tokyo, hvor han tog bronze i 86 kg.